# 외래어 표기법
외래어 표기법(外來語表記法, 문화어: 외국말적기법)은 대한민국의 국립국어원이 정한, 다른 언어에서 빌려온 어휘(차용어) 및 들어온 언어 (외래어)를 한글로 표기하는 규정이다. 1986년에 제정·고시된 원칙을 현재까지 큰 변동 없이 따르고 있다.
대한민국 ‘외래어 표기법’의 경우 한국어 이외의 다른 언어에 있는 음운을 표준어에 있는 비슷한 음운과 대응시켜 한글로 표기하는 방식을 원칙으로 하고 있다.

## 목적
언어마다 음운 체계나 문자 체계가 다르기 때문에, 어느 한 언어의 어휘를 다른 언어로 흡수하여 표기하기 위해서는 일정한 규칙이 필요하다.
외래어 표기의 목적은, 외국어에서 비롯되었으나 한국어 속에 들어와 한국어에서 사용되는 말들을 통일된 방식으로 적기 위한 것이지, 외국어 발음 교육을 위한 것이 아니다. 이것은 한국어로 일상적인 의사소통을 하는 가운데 표준 표기형을 제공하기 위한 것이지, 외국어를 말할 때에도 그대로 발음하라는 것은 아니다. 한국어 화자의 외국어 발음에 문제가 있다면 외국어의 효과적인 발음 교육 방식과 관련한 논의를 해야지, 외래어 표기법을 통해 문제를 해결하려고 해서는 안 된다.

## 특징
언어별 표기법이 공유하는 요소는 다음과 같다.
- 현지에 해당하는 국가에서 쓰는 언어 표기를 따르는 것을 원칙으로 한다.
- 경음(ㄲ, ㄸ, ㅃ, ㅉ)과 격음(ㅋ, ㅌ, ㅍ, ㅊ)이 대립하지 않는 언어[2]는 격음으로 쓴다.
- ㅈ, ㅉ, ㅊ 다음에는 경구개 접근음 (/j/) 으로 시작하는 이중 모음(ㅑ, ㅒ, ㅕ, ㅖ, ㅛ, ㅠ)을 쓰지 않는다. (예: 영어 ‘chalk’를 ‘쵸크’로 쓰지 않고 ‘초크’로 씀)[3]
- [ɛ]를 ㅐ가 아닌 ㅔ로 적는다. 단 베트남어의 e와 비모음 ɛ̃은 각각 '애, 앵'으로 적는다.
- 어중의 l이 모음 앞에 올 때는 'ㄹㄹ'로 적는다. (중국어, 일본어는 제외)

## 현행 외래어 표기법의 구성

### 제1장. 표기의 기본 원칙
‘제1장’은 외래어 표기법의 기본 방침을 설명하고 있다. 길지 않으므로 그 내용을 아래에 보인다.
- 제1항. 외래어는 국어의 현용 24 자모만으로 적는다.
- 제2항. 외래어의 1 음운은 원칙적으로 1 기호로 적는다.
- 제3항. 받침에는 ‘ㄱ, ㄴ, ㄹ, ㅁ, ㅂ, ㅅ, ㅇ’ 만을 쓴다.
- 제4항. 파열음 표기에는 된소리를 쓰지 않는 것을 원칙으로 한다.
- 제5항. 이미 굳어진 외래어는 관용을 존중하되, 그 범위와 용례는 따로 정한다.

### 제2장. 표기 일람표
다른 언어들의 음운을 한국어의 음운(문자 표기는 한글)에 대응시켜 정리한 표이다. '표 1. 국제 음성 기호와 한글 대조표'는 다른 표(개별 언어와 한글을 대조한 표)의 기초가 되며, 아직 외래어 표기법에서 규정되지 않은 외국어를 표기하는 기본 원칙이 된다.
표 2부터는 주요 개별 언어의 자모와 한글을 각각 대조한 것이다. 현재 다음 18개 언어가 규정되어 있다. 제3장에서 규정이 있는 영어·프랑스어·독일어는 제2장에서 따로 표가 없이 표 1의 규정에 의거하는 것을 원칙으로 한다.
| 표 번호 | 내용                                        |
| ------- | ------------------------------------------- |
| 1       | 국제 음성 기호와 한글 대조표                |
| 2       | 스페인어 자모와 한글 대조표                 |
| 3       | 이탈리아어 자모와 한글 대조표               |
| 4       | 일본어의 가나와 한글 대조표                 |
| 5       | 중국어의 주음 부호(注音 符號)와 한글 대조표 |
| 6       | 폴란드어 자모와 한글 대조표                 |
| 7       | 체코어 자모와 한글 대조표                   |
| 8       | 세르보크로아트어 자모와 한글 대조표         |
| 9       | 루마니아어 자모와 한글 대조표               |
| 10      | 헝가리어 자모와 한글 대조표                 |
| 11      | 스웨덴어 자모와 한글 대조표                 |
| 12      | 노르웨이어 자모와 한글 대조표               |
| 13      | 덴마크어 자모와 한글 대조표                 |
| 14      | 말레이인도네시아어 자모와 한글 대조표       |
| 15      | 태국어 자모와 한글 대조표                   |
| 16      | 베트남어 자모와 한글 대조표                 |
| 17      | 포르투갈어 자모와 한글 대조표               |
| 18      | 네덜란드어 자모와 한글 대조표               |
| 19      | 러시아어 자모와 한글 대조표                 |

### 제3장. 표기 세칙
개별 언어에서 들온말(외래어)을 한국어로 표기할 때 각 언어의 상황에 맞게 세부 규정을 정한 것이다. 현재 다음 21개 절(節)이 있는데 개별 언어별로 분류돼 있다. 제3장에서 다루고 있는 언어는 영어·독일어·프랑스어와 제2장에 한글 대조표가 있는 언어들이다.
- 제1절. 영어의 표기
- 제2절. 독일어의 표기
- 제3절. 프랑스어의 표기
- 제4절. 에스파냐어의 표기
- 제5절. 이탈리아어의 표기
- 제6절. 일본어의 표기
- 제7절. 중국어의 표기
- 제8절. 폴란드어의 표기
- 제9절. 체코어의 표기
- 제10절. 세르보크로아트어의 표기
- 제11절. 루마니아어의 표기
- 제12절. 헝가리어의 표기
- 제13절. 스웨덴어의 표기
- 제14절. 노르웨이어의 표기
- 제15절. 덴마크어의 표기
- 제16절. 말레이인도네시아어의 표기
- 제17절. 태국어의 표기
- 제18절. 베트남어의 표기
- 제19절. 포르투갈어의 표기
- 제20절. 네덜란드어의 표기
- 제21절. 러시아어의 표기

### 제4장. 인명, 지명 표기의 원칙
인명과 지명을 표기할 때의 세부 규칙을 정한 것이다. 현행 규정은 다음 3개 절로 구성돼 있다.
- 제1절. 표기 원칙

- 제2절. 동양의 인명, 지명 표기

- 제3절. 바다, 섬, 강, 산 등의 표기 세칙

## 외래어 용례의 표기 원칙
이것은 1986년 현행 외래어 표기법이 제정되고 난 뒤 발간된 《외래어 표기 용례집(지명 · 인명)》에서 '일러두기'란에서 세칙의 형태로 덧붙여진 규칙이다. 그 중 제6장~제9장은 실제 국립국어원에서 외래어 낱말들을 심사할 때 적용되므로, 사실상 외래어 표기법에 준하는 지위를 갖는다. 그래서 국립국어원 홈페이지에서는 이 제6장~제10장을 외래어 표기법과 함께 소개하고 있는데, 이 규정이 마련된 이후에 개정된 외래어 표기법과 어긋나는 경우 '※' 표시를 하여 혼동을 피하게 하고 있다.
제6장~제10장의 제목은 다음과 같다.
- 제6장. 표기의 원칙[4]
- 제7장. 기타 언어 표기의 일반 원칙[5]
- 제8장. 라틴어의 표기 원칙[6]
- 제9장. 그리스어의 표기 원칙[7]

제8장과 제9장의 경우, 유럽에서 고전어의 지위를 지니고 있는 그리스어와 라틴어에 대한 규정이다. 그리스어와 라틴어는 현대어도 있지만 고전어로서의 지위 때문에 고대어 음운을 무시할 수 없는 상황이다. 그래서 제8장과 제9장은 고대어 음운과 현대어 음운, 그리고 그동안 대한민국 내에서의 표기 관례 사이에 타협을 봐서 임시로 정한 규정으로 볼 수 있다.
제10장은 ‘러시아어의 표기 원칙’으로서 러시아어의 외래어 표기법(외래어 표기법 제2장의 표 19와 제3장의 제21절)이 제정되기 이전에 마련된 것이다. 러시아의 외래어 표기법이 제정된 이후에는 사용되지 않는다. 이에 따라 현재 국립국어원 홈페이지에서도 삭제되었다.

## 같이 보기
- 들온말 적는 법
- 최영애-김용옥 표기법
- 국립국어원
- 맞춤법
- 한글 맞춤법
  - 띄어쓰기
  - 문장부호
- 표준어
- 대한민국 표준어
- 표준어 규정
  - 표준어 사정 원칙
  - 표준 발음법
- 로마자 표기법
- 한국어 로마자 표기법
- 위키백과:외래어 표기법/영어
- 위키백과:외래어 표기법/국제 음성 기호와 한글 대조표